# G.K. Chesterton
G.K. Chesterton, właśc. Gilbert Keith Chesterton (ur. 29 maja 1874 w Londynie, zm. 14 czerwca 1936 w Beaconsfield) – brytyjski pisarz, apologetyk chrześcijański, konserwatysta.

## Życiorys
Urodził się 29 maja 1874 w Londynie i wychował w domu kupca Edwarda Chestertona. Jego matka, Marie Grossjean była Angielką pochodzenia francusko-szkockiego – nazwisko jej matki, Elizabeth Keith pochodzącej z Aberdeen nadano Gilbertowi jako drugie imię. Po zdobyciu podstawowego wykształcenia podjął naukę sztuk plastycznych w Slade School of Fine Art przy University College London. Nigdy jednak nie ukończył studiów wyższych.
Przez krótki okres po zdobyciu wykształcenia był rysownikiem i karykaturzystą, następnie wybrał dziennikarstwo i publicystykę. Reprezentował poglądy konserwatywne, przeciwstawiał się ideom socjalizmu i agnostycyzmu. Był mistrzem groteski, paradoksu i humoru absurdalnego. Występował w publicznych polemikach m.in. przeciwko G.B. Shawowi i H.G. Wellsowi.
W młodości przejawiał postawę agnostyczną; z czasem zmienił poglądy i włączył się w nurt odnowy duchowej Kościoła anglikańskiego. W 1922 przeszedł z anglikanizmu na katolicyzm. Swoją drogę do poznania wiary opisał w monumentalnym dziele Ortodoksja. Pod wpływem katolickiej nauki społecznej stworzył wraz z Hilairem Bellokiem teorię tzw. dystrybucjonizmu, odrzucającą zarówno kapitalizm, jak i socjalizm, głoszącą potrzebę budowy społeczeństwa opartego na upowszechnieniu drobnej własności.
Był sympatykiem Polski (którą odwiedził w 1927), co przyczyniło się do jego popularności wśród Polaków już w dwudziestoleciu międzywojennym. Tematykę polską poruszał m.in. w wierszu o Polsce, pt. „Poland” (1922). Bliska mu była również Irlandia.
Zmarł 14 czerwca 1936 w Beaconsfield w hrabstwie Buckinghamshire.

## Twórczość
- Napoleon z Notting Hill (The Napoleon of Notting Hill, 1904) – wyd. pol. 1925, 1957, 2009, 2010
- Klub niezwykłych zawodów (The Club of Queer Trades, 1905) – wyd. pol. 1961, 2009
- Heretycy (Heretics, 1905) – wyd. pol. 2005, 2010 [?], 2013 [?]
- Ortodoksja (Orthodoxy, 1908) – wyd. pol. 1996, 1998, 2005, 2007, 2012
- Człowiek, który był Czwartkiem (The Man Who Was Thursday, 1908) – wyd. pol. 1958, 1968, 1973, 1995, 2008, 2010, 2019
- Żywy człowiek (Manalive, 1912) – wyd. pol. 1954, 1956
- Latająca gospoda (The Flying Inn, 1914) – wyd. pol. 1927, 1928, 1958, 2009
- Święty Franciszek z Asyżu (St. Francis of Assisi, 1923) – wyd. pol. 1949, 1959, 1974, 1976, 1995, 1999, 2014
- Fancies versus Fads, 1923[11]
- Wiekuisty człowiek (The Everlasting Man, 1925) – wyd. pol. 2006, 2009, 2012
- The Outline of Sanity, 1926[12]
- Cykl nowel detektywistycznych z postacią ojca Browna – wyd. pol. 1928, 1929, 1951, 1958, 1963, 1969, 1971, 1992, 1996, 2008, 2010, 2016, 2017, 1018, 2019
- Obrona niedorzeczności, pokory, romansu brukowego i innych rzeczy wzgardzonych – wybór publicystyki, wyd. pol. 1927, 2017
- Obrona świata – wybór publicystyki, wyd. pol. 2006, 2010, 2013
- Obrona człowieka – wybór publicystyki, wyd. pol. 2008
- Obrona wiary – wybór publicystyki, wyd. pol. 2012
- Obrona rozumu – wybór publicystyki, wyd. pol. 2014
- Obrona rzeczy wzgardzonych – wybór esejów, wyd. pol. Instytut Norwida, Warszawa 2009
- Dla sprawy (The Thing, 1929) – zbiór esejów, wyd. pol. ca. 2000, 2001, 2013
- Kręta angielska droga